# Oscar Tellström
Oscar Tellström, född 17 juli 2002 i Luleå, är en svensk professionell ishockeyspelare som spelar för IF Björklöven i Hockeyallsvenskan. Hans moderklubb är Lycksele SK.
Oscar är son till den före detta ishockeyspelaren Johan Tellström.